# مهدی مهدوی
مهدی مهدوی (زاده ۲۴ بهمن ۱۳۶۲ در شهریار) عضو سابق تیم ملی والیبال مردان ایران و بازیکن والیبال اهل ایران  است.

## ملی
مهدوی ، از سال ۲۰۰۷ تا ۲۰۱۶ عضو تیم ملی والیبال مردان ایران بود. وی از سال ۲۰۱۳ نیز به عنوان کاپیتان و پاسور دوم بعد از سعید معروف در تیم ملی به فعالیت پرداخت. مهدوی در دوران حضور خود در تیم ملی دو دوره قهرمانی آسیا و یک دوره قهرمانی بازی‌های آسیایی و حضور در المپیک ۲۰۱۶ ریو را تجربه کرد. مهدوی در دوران حضور در تیم ملی نوجوانان هم یک دوره قهرمانی زیر ۱۹ سال پسران جهان را به دست آورد.

### حضور
- حضور در دو دوره جام کنفدراسیون آسیا (۲۰۰۸ – ۲۰۱۰)
- حضور در چهار دورهقهرمانی آسیا (۲۰۰۷ تا ۲۰۱۵)
- حضور در دو دوره جام بزرگ قهرمانان قاره‌ها (۲۰۰۹ – ۲۰۱۳)
- حضور در دو دوره بازی‌های آسیایی (۲۰۱۰ – ۲۰۱۴)
- حضور در دو دوره قهرمانی جهان (۲۰۱۰ – ۲۰۱۴)
- حضور در دو دوره جام جهانی (۲۰۱۱ – ۲۰۱۵)
- حضور در سه دوره لیگ جهانی (۲۰۱۳ – ۲۰۱۶)
- حضور در یک دوره قهرمانی غرب آسیا (۲۰۰۷)

## باشگاهی
مهدوی سابقه حضور در تیم‌های داماش گیلان، شهرداری ارومیه - پرسپولیس تهران، سایپا البرز، پیشگامان کویر یزد، باریج اسانس کاشان، میزان خراسان و بانک سرمایه را در کارنامه خود دارد.

## دوپینگ
آزمایش نمونه دوپینگ وی در اسفند ۱۴۰۰ به دلیل مصرف ماده ممنوعه از دسته مواد محرک S6 با نام Benzoylmethylecgonine مثبت اعلام شد و وی از تاریخ یک خرداد تا ۳۱ مرداد ۱۴۰۱ تحت محرومیت ستاد ملی مبارزه با دوپینگ ایران قرار گرفت.

## دستاورد
- قهرمانی لیگ برتر و جام باشگاهای آسیا با بانک سرمایه
- نایب قهرمانی لیگ برتر و قهرمانی جام شیخ راشید و جام بلغارستان
- بهترین پاسور قهرمانی باشگاه‌های آسیا ۲۰۱۶
- بهترین پاسور جام شیخ راشید ۲۰۱۰